# Jurij Lodygin
Jurij Vladimirovič Lodygin (rusky Юрий Владимирович Лодыгин, řecky Γιούρι Λοντίγκιν; * 26. května 1990 Vladimir) je ruský profesionální fotbalový brankář s řeckými kořeny, který hraje za řecký klub Panathinaikos Athény. Účastník Mistrovství světa 2014 v Brazílii.
V mládežnických kategoriích reprezentoval Řecko, na seniorské úrovni nastupoval za sbornou (ruský národní tým).

## Klubová kariéra
Narodil se v Rusku, ale vyrůstal v Řecku.
Lodygin je odchovancem řeckého celku Škoda Xanthi. V sezóně 2010/11 hostoval v mužstvu Eordaikos 2007. V létě 2013 přestoupil do Zenitu Petrohrad.

## Reprezentační kariéra

### Řecko
Lodygin nastupoval za řeckou jedenadvacítku.

### Rusko
V A-mužstvu Ruska debutoval 19. 11. 2013 v přátelském utkání v Dubaji proti týmu Jižní Korey (výhra 2:1).

#### MS 2014
Italský trenér Ruska Fabio Capello jej vzal na Mistrovství světa 2014 v Brazílii, spolu s ním byli nominováni brankáři Igor Akinfejev z CSKA Moskva a Sergej Ryžikov z Rubinu Kazaň. Akinfejev byl brankářskou jedničkou a odchytal všechny zápasy, Lodygin do hry nezasáhl. Rusko obsadilo se dvěma body nepostupové třetí místo v základní skupině H.

#### EURO 2016
Trenér Leonid Sluckij jej zařadil do závěrečné 23členné nominace na EURO 2016 ve Francii, kde Rusko obsadilo se ziskem jediného bodu poslední čtvrté místo v základní skupině B. Na turnaji byl náhradním brankářem, jedničkou byl Igor Akinfejev, který odchytal všechny tři zápasy ve skupině B.